# Licenciement

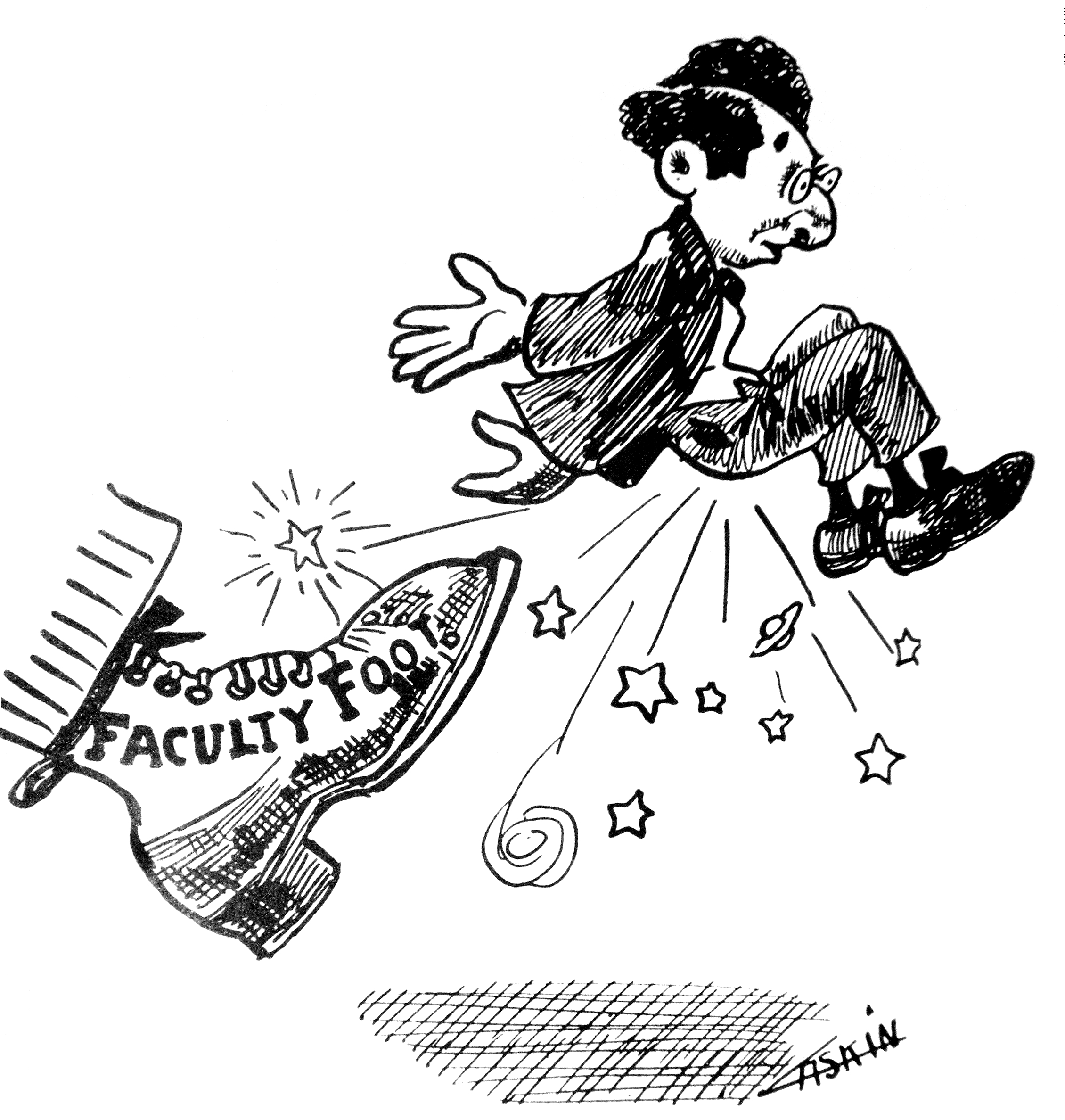
Une image illustrant le licencement

Le licenciement est une perte d'emploi (en) qui consiste en la rupture du contrat de travail sur l'initiative de l'employeur.

## Par pays

### France
Le licenciement est, en droit du travail français, la rupture par l'employeur du contrat de travail à durée indéterminée. En droit français, il y a deux raisons de licencier : celle liée à l'entreprise (problème économique) et celle liée au salarié.
Selon l'OCDE, en 2013, il est plus facile de licencier un salarié en France qu'en Allemagne, en Belgique ou aux Pays-Bas.
Les licenciements collectifs affectent significativement la santé mentale des salariés qui restent dans l’entreprise. Leur consommation d'antidépresseurs et d’anxiolytiques augmente de 41 % à la suite des licenciements de leurs collègues. Selon une étude de l’Institut de recherche et de documentation en économie de la santé (IRDES), « cela peut s'expliquer par une augmentation de la précarité de l'emploi vécue par les travailleurs, la peur d’être les prochains à être licenciés et la peur des conséquences pour eux et pour leur famille ».
Différents types de licenciement existent :
- Licenciement pour motif économique, consécutif notamment a des difficultés économiques ou à des mutations technologiques ;
  - Licenciement boursier ;
  - Licenciement collectif, intervenant lorsqu'une entreprise licencie deux salariés ou plus ;
- Licenciement pour motif personnel
  - Licenciement pour cause réelle et sérieuse, forme de licenciement qui nécessite une cause existante, exacte, objective et d'une certaine gravité, rendant nécessaire le licenciement ;
  - Licenciement pour motif disciplinaire, forme de licenciement, à la suite d'une faute qui doit constituer un motif réel et sérieux, d'après la jurisprudence.

### Québec (Canada)
En droit québécois, on utilise généralement le terme licenciement dans un sens plus restreint. On le définit comme la rupture (ou la résiliation) unilatérale du lien d’emploi à l’initiative de l’employeur pour un motif d’ordre économique. Le motif d'ordre économique peut aussi bien découler de l'entreprise elle-même (par ex. nouvelle technologie) que pour une mauvaise conjoncture économique. Le licenciement peut être individuel ou collectif.

### Suisse
La résiliation du contrat de travail à durée indéterminée est soumise à un préavis qui dépend du nombre d'années de service. Il existe des périodes de protection (maternité, maladie ou service militaire) qui empêche le licenciement.
Le contrat de durée déterminée ne peut en principe être résilié de façon anticipée. Il existe également le licenciement avec effet immédiat, possible en cas de justes motifs (impossibilité de continuer l'exécution). 
De façon générale, il n'est pas foncièrement nécessaire de donner une raison au licenciement, et l'effet de celui-ci ne peut être annulé. En cas de licenciement abusif, le travailleur a tout au plus droit à des indemnités.